# Inversor von Hart

Inversor von Hart – Stangen gleicher Farbe sind gleich lang

Der Inversor von Hart (auch Inversionsgetriebe von Hart) ist ein Geradführungsmechanismus und ein ebenes Koppelgetriebe, das eine Kreisbewegung in eine Geradenbewegung überführt und umgekehrt. Er ist mit dem Inversor von Peaucellier verwandt. Die Funktionsweise basiert auf der Tatsache, dass ein Kreis durch den Mittelpunkt einer geometrischen Inversion stets als Gerade abgebildet wird.
Der Mechanismus wurde von Harry Hart (1848–1920) im Jahr 1874 gefunden und im folgenden Jahr veröffentlicht. Der Hartsche Inversor hat sechs Glieder, die vier größeren bilden ein Antiparallelogramm. Die Bahnkurve eines Gliedpunktes ist insgesamt symmetrisch.
Es gibt noch eine zweite Form mit fünf Gliedern und A-förmigem Gestell (engl. A-frame).
Sylvester und Kempe fanden eine Verallgemeinerung zu Harts Inversor, den sogenannten Quadruplanar-Inversor.

Harts A-Frame – die kurzen Stangen sind halb so lang wie die langen Stangen, die zentrale Stange ist mit der langen Stange auf ein Viertel deren Länge verbunden
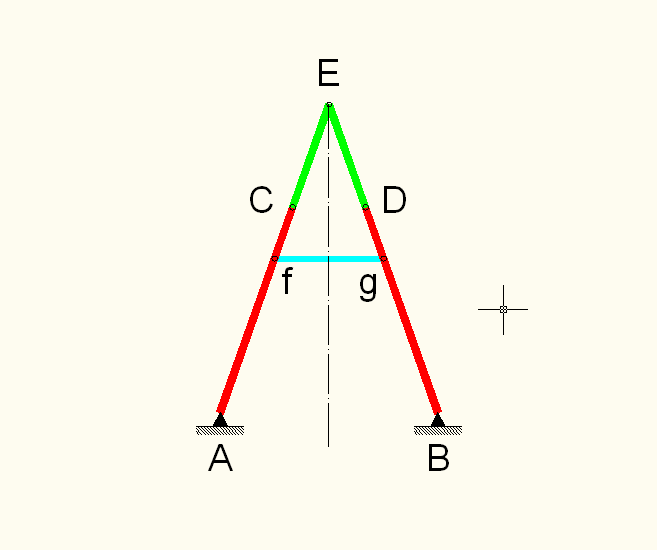
Abmessungen: AB = 4 AC = BD = 4 CE = ED = 2 Af = Bg = 3 fC = gD = 1 fg = 2
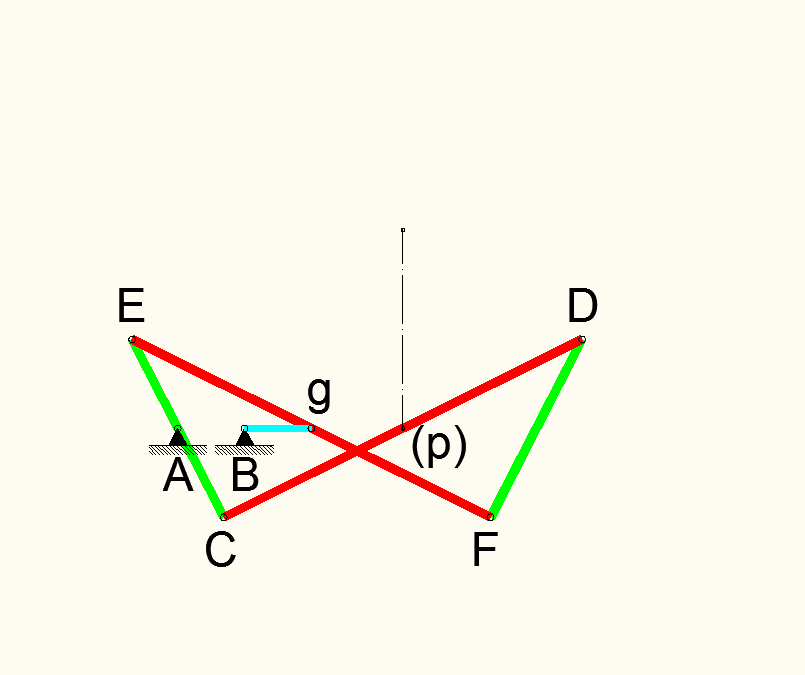
Abmessungen: AB = Bg = 2 AC = AE = 3 CD = EF = 12 EC = FD = 6 Cp = pD = 6 Eg = 6

- Abmessungen:
AB = 4
AC = BD = 4
CE = ED = 2
Af = Bg = 3
fC = gD = 1
fg = 2
- Abmessungen:
AB = Bg = 2
AC = AE = 3
CD = EF = 12
EC = FD = 6
Cp = pD = 6
Eg = 6